# کاژیمیش شوسلاند
کاژیمیش شوسلاند (لهستانی: Kazimierz Szosland؛ ‏ تلفظ لهستانی: [kaˈʑimjɛʂ]؛ ‏ ۲۱ فوریهٔ ۱۸۹۱ – ۲۰ آوریل ۱۹۴۴) افسر (ارتش) اهل لهستان بود.
وی همچنین برندهٔ جوایزی همچون صلیب دلاوری (لهستان) شده‌است.